# Roland TB-303
El Roland TB-303 és un sintetitzador monofònic, comercialitzat per la marca Roland entre els anys 1982 i 1984. Si bé durant el seu període de fabricació no va ser un gran èxit per a la marca, a finals dels anys 80 el seu so va servir per crear, juntament amb altres instruments com les caixes de ritmes TR-808 i TR-909, diversos gèneres de música de ball com l'acid house.

## Història
En essència, el TB-303 és un sintetitzador amb un disseny molt senzill, creat específicament per aconseguir sons de baix, com ja ho especifica el seu "cognom" (Bassline). Consta d'un únic oscil·lador (amb dues formes d'ona, dent de serra i quadrada) connectat a un filtre controlat per voltatge (amb els controls típics: freqüència de tall, ressonància…), un generador de contorns VCA molt senzill (amb dues etapes, AR) i un seqüenciador per passes, amb capacitat per a 16 notes També disposa d'un petit teclat d'una octava que serveix per anar introduint les notes i així compondre la seqüència melòdica. L'aparell disposa de memòria interna per emmagatzemar diverses seqüències, que poden encadenar-se per així completar l'estructura d'una cançó.
El filtre utilitzat en el TB-303 és tripolar, de 18 dB per octava. Aquest tipus de filtres no és gaire comú en el camp dels sintetitzadors analògics (que contenen filtres bipolars o, més comunament, quadripolars), però justament aquesta característica donava caràcter i personalitat al so del TB-303.
Inicialment, l'estratègia de venda de Roland per al TB-303 anava dirigida als guitarristes: la idea de Roland era oferir-los una secció rítmica electrònica com a acompanyament, sincronitzant el TB-303 amb la caixa de ritmes TR-606, apareguda també en aquelles dates i amb un disseny molt semblant. Tanmateix, cap dels dos productes no va tenir un èxit considerable; de fet, van aparèixer en una època dominada pel sintetitzador digital Yamaha DX7, que va acaparar el mercat dels sintetitzadors i desplaçà a un paper secundari els models analògics. En conseqüència, molts aparells acabaren a les botigues de segona mà, oferts a preus molt baixos.
Però aquesta situació va canviar radicalment a finals de la dècada dels 80. Una nova fornada de músics de Chicago (com DJ Pierre, de Phuture) utilitzà el TB-303 per crear un nou estil de música de ball, caracteritzat per una seqüència melòdica repetida amb diverses variacions (com, per exemple, modificació de la freqüència de tall, ressonància o portamento) amb la intenció de crear un efecte hipnòtic per portar els oïdors a un estat de trance; acabava de néixer l'acid house. Aviat el 303 va esdevenir un instrument d'ús generalitzat, tant a l'escena acid house com en altres estils de música de ball, com el dance o trance. D'altres músics d'estils diferents, com el raper Ice T o el grup de synthpop Heaven 17 també utilitzaren el TB-303.
Aquest increment de la demanda va provocar un augment espectacular del preu de l'instrument; com a 
conseqüència, moltes marques van començar a desenvolupar models que reproduïen el so del 303, de manera més o menys fidedigna, com el Roland MC-303, el Novation Basstation o el Doepfer TS-404. Una altra emulació destacable és l'instrument virtual ReBirth, de la companyia Propellerheads, que inclou dues unitats de TB-303 i dues caixes de ritmes, la Roland TR-808 i Roland TR-909.

## Característiques tècniques
- Polifonia: monofònic.
- Oscil·ladors: 1, amb funció seleccionable d'ona quadrada o dent de serra.
- Filtre passa-baixes tripolar (18 dB per octava), amb control de freqüència de tall, ressonància i modulació de contorn.
- Controls addicionals: accent (obertura superior del filtre), portamento.
- Control extern per voltatge.